# Olena Goloub
 (avril 2023).
Olena Ievguenivna Goloub (en ukrainien : Олена Євгенівна Голуб), née le 25 décembre 1951 à Kyïv, est une peintre et critique d'art ukrainienne.

## Biographie
Olena Ievguenivna Goloub naît le 25 décembre 1951 à Kyïv.
En 1974, Olena est diplômée de l'Université nationale Taras-Chevtchenko de Kiev avec un diplôme en biophysique,. En 1986, elle est diplômée d'un institut de journalisme.
De 1987 à 1988, elle contribue au magazine Radouga comme artiste. De 1988 à 1993, elle est rédactrice à la maison d'édition « Veselka ». De 1999 à 2002, elle est chroniqueuse pour le journal Dzerkalo Tyjnia.
En 2003, Goloub devient membre de l'Union nationale des artistes d'Ukraine.
Depuis 1977, Goloub participe à des expositions en Ukraine et à l'étranger dont certaines comme conservatrice. En novembre 1977, Goloub fait partie d'une exposition de l'association underground « Roukh »,. Les œuvres de Goloub sont conservées dans des musées de la Bulgarie, de la Pologne et de l'Allemagne.
Goloub est auteure des ouvrages sur la théorie de l'art dont Буржуазная “массовая” культура: Новые времена, старые проблемы (« Culture bourgeoise « de masse » : Temps nouveaux, vieux problèmes ») (1988) en tant que coauteure. Elle est auteure de nombreux articles pour Encyclopedia of Modern Ukraine et les magazines OM, Soutchasnist et Ukr. myst-vo.

## Œuvre
La carrière artistique de Goloub démarre dans les années 1970 avec la pratique de l'art underground. Cet art s'oppose au réalisme socialiste. Ses premières toiles adoptent le néo-expressionnisme. Elle choisit sa propre voie dans le monde artistique en étudiant avec les artistes Vassyl Zabachta, Vilen Barskyï, D. Zarouba et Samuel Kaplan. À Kyïv, les jeunes avant-gardistes se regroupent sous l'association « Roukh », dans laquelle les écrivains, les érudits et les artistes discutent de nombreux sujets dont les tendances actuelles et le samizdat. En 1977, les organisateurs de Roukh (Iouri Kossine, Mykola Nedzelskyï et S. Fedoryntchyk) lancent une exposition avant-gardiste où de nombreux artistes se font un nom dont Goloub et les autres artistes comme Mykola Tregoub, Voudon Baklytskyï, Mykola Zalevskyï et Olexandr Kostetskyï,.
En cherchant sa propre voie créative, Goloub poursuit des études artistiques. Elle recueille des informations sur les tendances actuelles de l'art mondial depuis des traductions d'ouvrages étrangers. Ces ouvrages sont indisponibles dans la littérature soviétique. Elle est coauteure d'une monographie sur le cinéma, la musique rock et l'art visuel intitulée Буржуазная “массовая” культура: Новые времена, старые проблемы (« Culture bourgeoise « de masse » : Temps nouveaux, vieux problèmes ») (1988). L'ouvrage s'avère utile pour les artistes durant La Nouvelle vague ukrainienne.
La deuxième vague de la carrière de Goloub se produit lors de la fin du XXe siècle. Cette période est le début de l'indépendance de l'Ukraine qui connaît un renouveau de l'activité publique et culturelle. Goloub est membre d'une association d'artistes dénommée « Bila vorona» (« Corbeau blanc ») à la fin des années 1980. L'association organise une exposition au cinéma « Zorianyï » à Kyïv et présente ensuite de nouveaux arts ukrainiens à l'étranger.
Les peintures de Goloub sont une synthèse originale de l'expressionnisme abstrait et du primitivisme folklorique. Des peintures comme Тітка (« Tante »), Рибалка (« Pêcheur »), Чупа-чупс, або ілюзія рівності («Tchoupa-tchoups, ou l'illusion de l'égalité ») et Супергерой (« Super-héros ») ont un motif critique sociale avec une pointe d'humour propre aux ukrainiens,. Ces œuvres sont exposées lors d'un festival international d'art de Magdebourg, Allemagne en 2000.
Plus tard dans sa carrière, Goloub commence à créer les œuvres à l'aide des technologies informatiques. Nina Saïenko décrit cette transformation ainsi : « En se tournant vers les technologies informatiques modernes, l'artiste a, comme toujours, senti vivement le pouls et le rythme du temps. En comparant et en opposant des différents documents photographiques historiques, elle résout des problèmes philosophiques de l'existence. La nouvelle série comprend la transformation des traditions familiales et du lien entre les générations (Bonjour, arrière-grand-père ! et Bonjour, arrière-grand-mère !), la restructuration mondiale de la conscience d'après la refonte du passé totalitaire (Oui et non, Ballade totalitaire, Destinaire inconnu). [...] Aujourd'hui, Olena Goloub se trouve à une nouvelle étape de la révélation créative. Elle veut se transformer en caractère pictural créé elle-même pour devenir « Le Lièvre jaune » afin que, au temps de la mondialisation dévorante et de son expansion à grande échelle de la communication de masse, elle puisse s'élever, comme lui, au-dessus de tout ce qui nous entoure et soit remplie d'un sentiment de liberté et d'indépendance. » Elle se joint aux artistes Glib Vycheslavskyï et Volodymyr Khartchenko sous le groupe « Г.В.Х. » (« G.V.K. ») qui présente les œuvres numériques à l'exposition Цифрове подвір’я №3 (« Cour numérique no 3 ») en 2008 à Amsterdam. Petro Iakovenko décrit les œuvres numériques de Goloub ainsi : « [...] les tirages d'Olena Goloub sont « dirigés » surtout dans le vecteur cognitif. Chacun de ses tirages numériques est créé au bord du carrefour temporel et mental, tiré de l'histoire et du présent de l'Ukraine. Elle mélange des scènes de la vie urbaine où des adolescents pratiquent le graffiti, des passants mangent bien des hot-dogs, avec en toile de fond des monuments majestueux érigés dans l'espace urbain aux philosophes éminents du passé et aux maîtres du verbe, de la peinture et de la musique classique. »
L'artiste ukrainienne Oxana Tchepelyk dit : « La civilisation urbaine, avec ses exploits et ses contradictions, c'est toujours au centre de l'attention de l'artiste au sein de nombreuses variantes de différentes séries. La relation entre les coutumes locales et la mémoire collective, les différences culturelles et la relation entre le centre-ville et les banlieues, ce sont quelques-unes des sujets les plus importants que l'artiste développe dans l'art contemporain aujourd'hui. » Goloub reproduit l'actualité dans les œuvres qui mélangent les techniques numériques et traditionnelles, en décrivant les artéfacts visuels par le biais de la méthode des récits conceptuels.
Goloub apporte son appui à la révolution de la Dignité en collaborant avec les figures culturelles ukrainiennes pour une série d'œuvres numériques. Ces œuvres sont présentées lors des expositions autour du monde. Elle participe à des expositions à Budapest sous L'Association hongroise d'art électrographique à plusieurs reprises. Certaines sont celles des Expositions internationales d'art électrographique de petites formes auxquelles elle participe en 2010, 2012 et 2017,,. Elle présente une exposition solo sous l'association en 2019. Elle est membre de l'association.
Le critique d'art hongrois Pataki Gábor constate : « Elle appelle sa méthode le « constructivisme narratif » et l'on peut en effet y trouver des éléments qui rappellent les montages de Rodtchenko, Kloutsis et Lysytskyï. Si les prédécesseurs ont construit leurs œuvres dans l'espoir de construire un monde meilleur et plus juste, Goloub ne peut que remarquer l'échec de toutes ces idées. »,

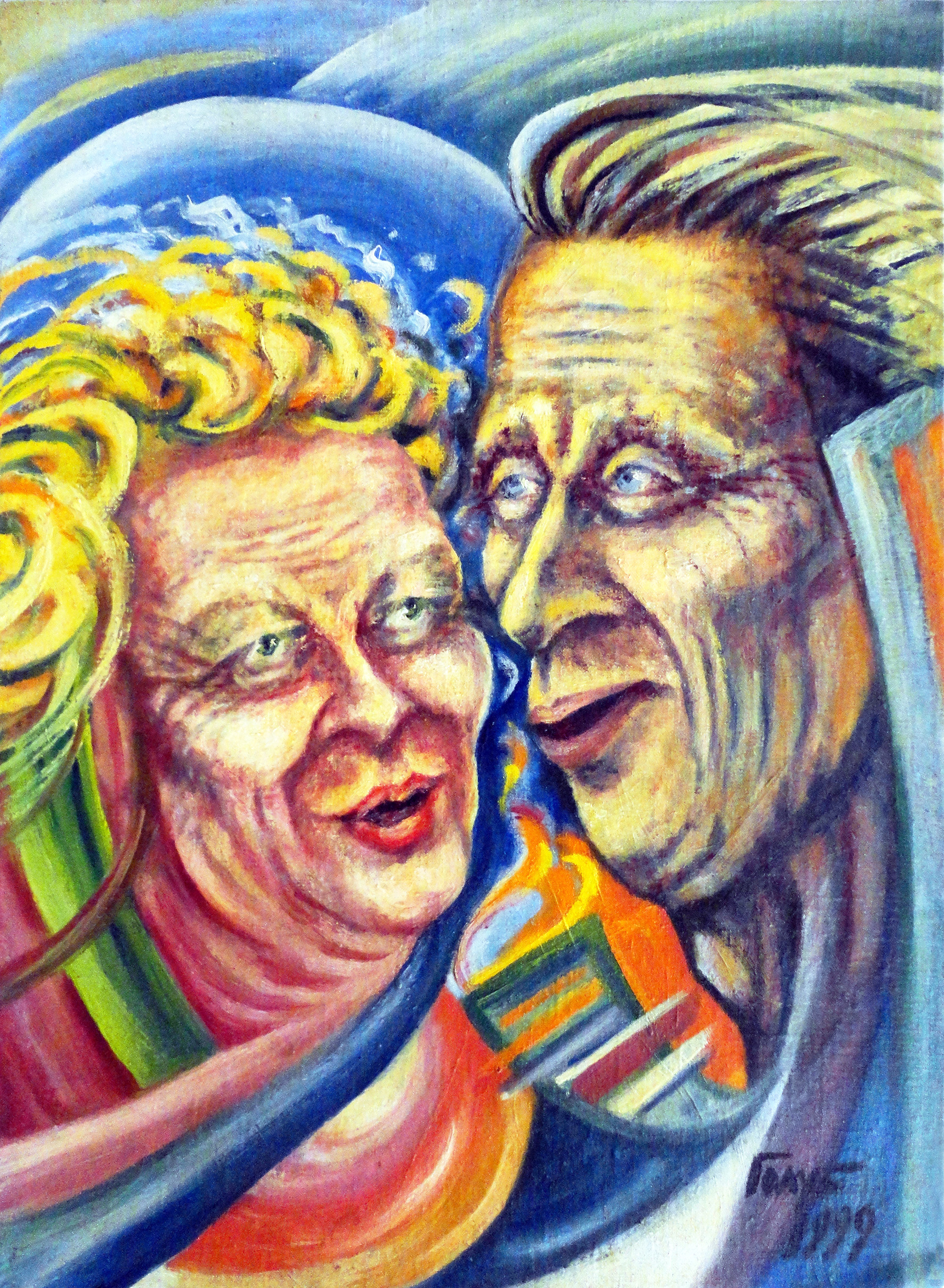
Пісня батьків (« Chant des parents »), 1999.
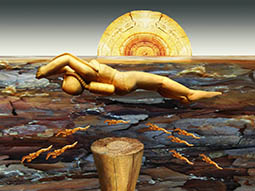
Схід дерев'яного сонця (« Lever de soleil en bois »), 2010. Exposition photo.
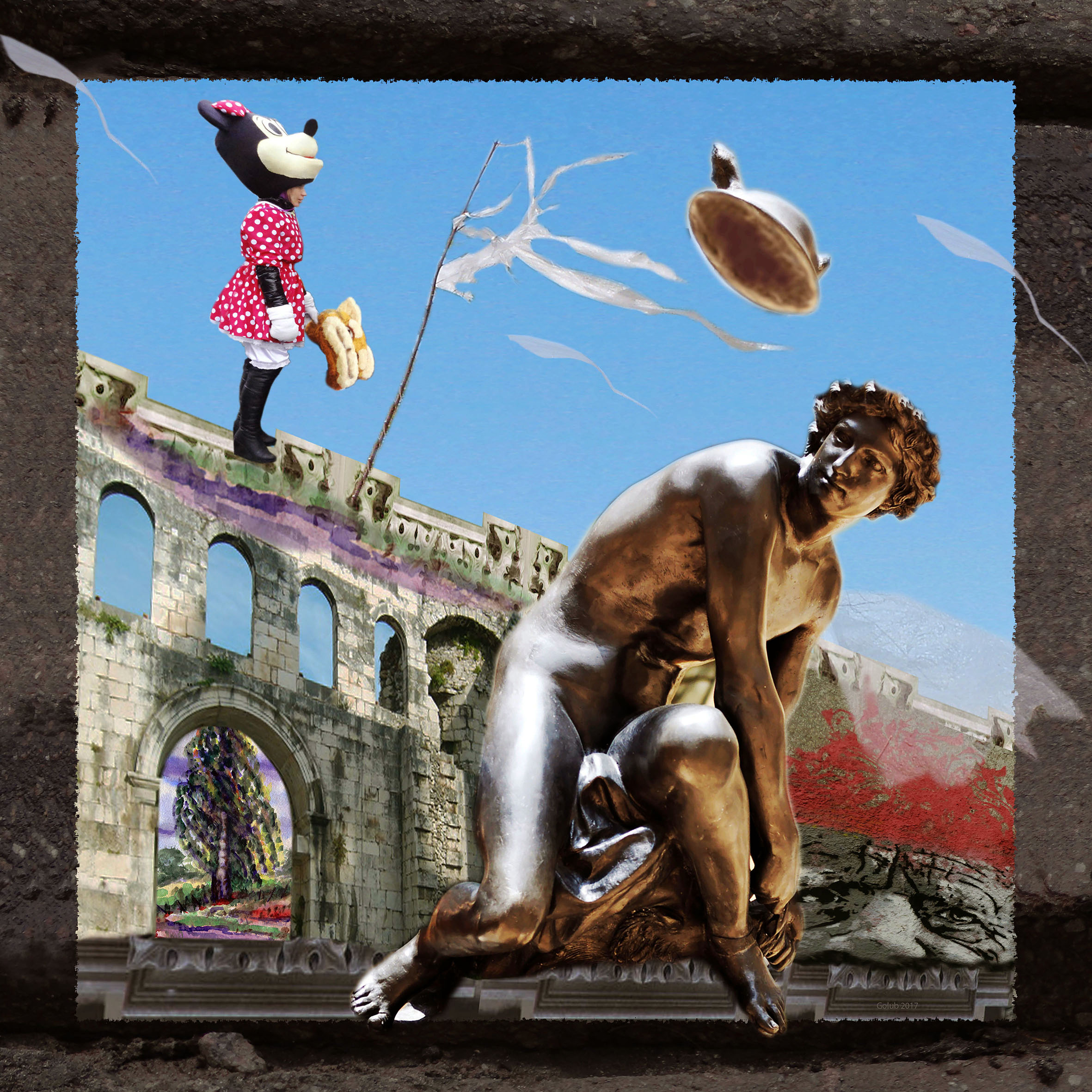
no 1 de la série Вітер (« Vent »), 2017. Tirage numérique.
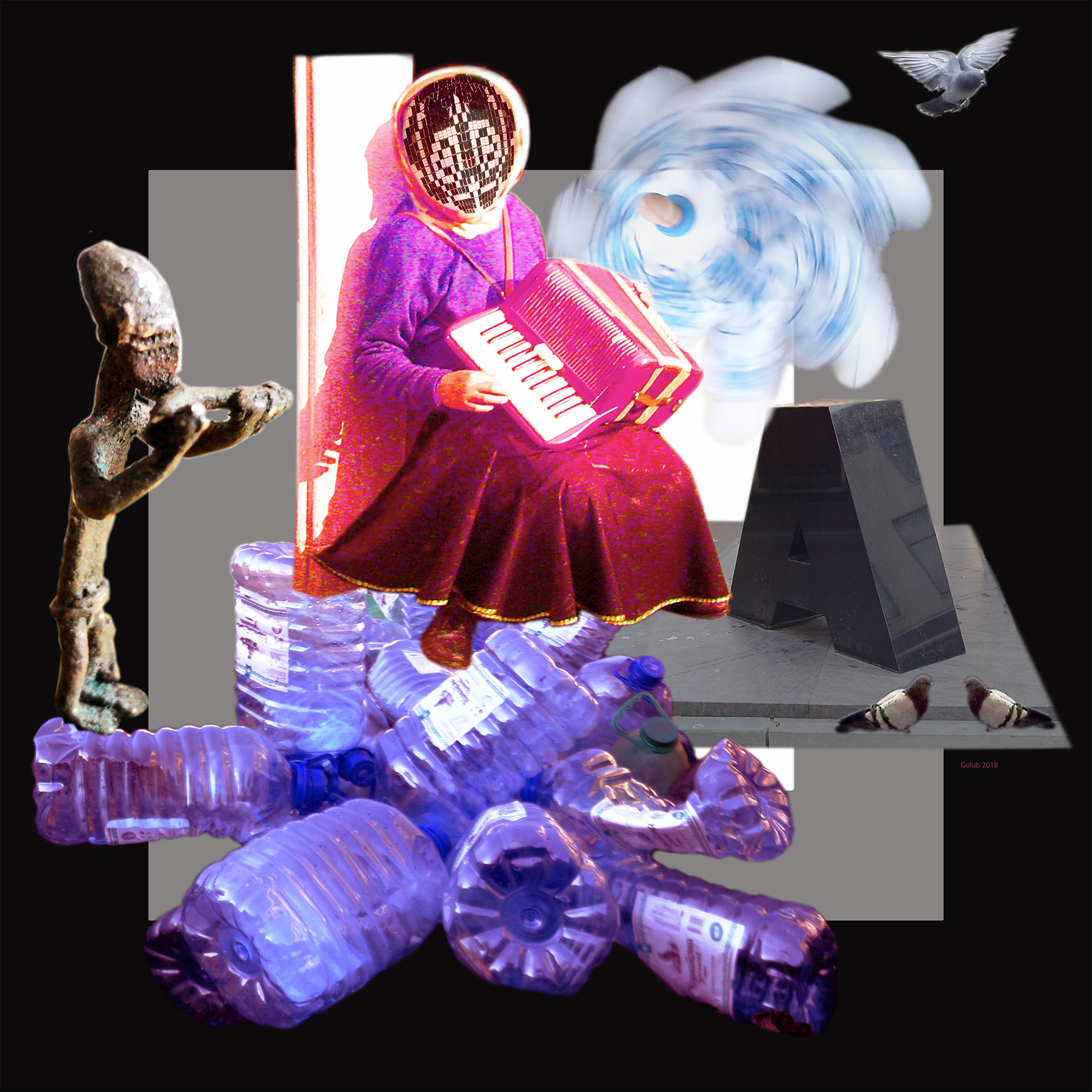
no 10 de la série Бронзовий вік, асфальтовий період (« Âge du bronze, période de l'asphalte »), 2018. Tirage numérique.

### Expositions
- En novembre 1977, Goloub participe à une exposition de l'association underground « Roukh[n 1] »[1],[3].

- En 2000, elle expose ses œuvres lors d'un festival international d'art de Magdebourg, Allemagne[9].
- En 2003, elle participe à l'exposition Eurografik Kyïv 2003 - Exposition du pont d'intégration de la culture européenne[n 11],[22].
- En 2004, elle participe à Eurografik Moscou 2004 - Exposition du pont d'intégration de la culture européenne[23].

- En 2005, Goloub participe à l'exposition Світ і війна (« Le monde et la guerre ») pendant Le Mois international de la photographie à Kyïv[24].
- En 2007, elle participe à l'exposition ГОГОЛЬ. ПОРТРЕТ (« GOGOL. PORTRAIT ») lors du festival GogolFest [25].
- En 2008, en collaboration avec les artistes Glib Vycheslavskyï et Volodymyr Khartchenko, elle participe à Цифрове подвір’я №3 (« Cour numérique no 3 ») sous un groupe nommé « Г.В.Х. » (« G.V.K. »[n 10]) à Amsterdam[11].
- En 2010, elle participe à Matrices 2010 à Budapest. Les expositions Matrices font partie des Expositions internationales d'art électrographique de petites formes et elles sont gérées par L'Association hongroise d'art électrographique[15].
- En 2012, elle participe à Matrices 2012[16].
- En 2013, elle participe à la 8e édition de L'exposition internationale d'estampe numérique intitulée Une vision du futur. L'exposition a lieu à Ottawa[26].
- En 2013, elle participe à la Triennale internationale de l'imprimerie - Cracovie - Falun 2013. L'exposition a lieu à Falun, Suède[27].
- En 2014, elle participe à la 9e édition de L'exposition internationale d'estampe numérique intitulée La persistance du drapé[28].
- En 2015, elle participe à la 10e édition de L'exposition internationale d'estampe numérique intitulée STRUCTURE numérique[29].
- En 2015, elle participe à Revolution of Dignity Art Exhibit: Images from Ukraine's Maidan, 2013-2014 (« Exposition d'art de la révolution de la Dignité : Images du Maïdan de l'Ukraine, 2013-2014 ») à Washington, D.C[30].
- En 2015, elle participe à l'exposition Правдиві свідчення: від Революції Гідності до сьогодення (« Vrais témoignages : De la révolution de la Dignité à nos jours ») au Musée national de l'histoire de l'Ukraine[31].
- En 2015, elle participe à la 1re Triennale internationale d'art numérique intitulée Agora Digital. L'exposition a lieu à Szekszárd, Hongrie[32].
- En 2017, elle participe à Matrices 2017[17].
- En 2018, elle participe à la 13e édition de L'exposition internationale d'estampe numérique intitulée Spasme temporel[33].
- En 2019, elle présente une exposition solo intitulée Vent côtiers du Dniepr sous L'Association hongroise d'art électrographique[18].
- En 2020, elle participe à la 15e édition de L'exposition internationale d'estampe numérique intitulée L'intelligence artificielle[34].
- Le 10 octobre 2020, l'œuvre « Premonition (Hrusha’s Gifts) » de Goloub est présentée à l'exposition virtuelle Art in the Time of Plague[35],[36],[37].

### Critique d'art
Goloub aborde de nombreux domaines dans le cadre de la critique d'art. Il s'agit de la créativité alternative (notamment l'art underground),,,,, la créativité basée sur les dernières technologies numériques,, le rôle de l'artiste dans le monde contemporain,,,,,,,,,,, les modèles au sein du marché de l'art,, la liberté d'expression de l'artiste et l'interaction entre l'art ukrainien et l'art occidental,,,,,.

## Récompenses
- L'Organization régionale de Kyïv de l'Union nationale des artistes d'Ukraine attribue Goloub le prix Platon Biletskyï 2021[63].
- En 2020, le Centre d’artistes Voix Visuelle attribue Goloub le 3e prix (prix Marcil Lavallée) dans le cadre de la 15e édition de L'exposition internationale d'estampe numérique intitulée L'intelligence artificielle[34].
- En 2012, Galoube remporte un prix de l'exposition Matrices 2012[16].
- En 2017, Galoube remporte un prix de l'exposition Matrices 2017[17].